# Prelungirea vieții
Știința prelungirii duratei de viață cunoscută și sub numele de medicină anti-îmbătrânire, prelungirea vieții pe o perioadă nedefinită, gerontologie experimentală sau gerontologie biomedicală este studiul încetinirii sau inversării proceselor de îmbătrânire pentru a extinde atât durata maximă de viață, cât și cea medie. Unii cercetători în acest domeniu și "extensioniști de viață", "nemuritori" sau "longevivi" (cei care doresc să atingă ei înșiși o viață mai lungă) cred că descoperirile viitoare în întinerirea țesutului cu celule stem, repararea moleculară, și înlocuirea de organe (cum ar fi cu organe artificiale sau xeno-transplantări) vor permite în cele din urmă oamenilor să aibă o durată de viață nedefinită (agerazie) prin întinerirea completă la o stare de tinerețe sănătoasă.  
Vânzarea de produse presupuse anti-îmbătrânire, cum ar fi produsele de alimentație, pentru aptitudini fizice, de îngrijire a pielii, înlocuitori de hormoni, vitaminele, suplimentele și plantele aromatice, este o industrie lucrativă la nivel mondial, cu piața din SUA generând venituri de circa 50 miliarde de dolari în fiecare an. Unii experți medicali susțin că nu s-a dovedit că utilizarea unor astfel de produse afectează procesul de îmbătrânire, si multe pretenții ale susținătorilor medicinii de anti-îmbătrânire au fost criticate fără menajamente de către experții medicali, inclusiv de către Asociația Medicală Americană (American Medical Association).  
Cu toate acestea, nu s-a demonstrat că obiectivul omului de a atinge o durată de viață infinită este neapărat imposibil; unele animale, cum ar fi hidra, viermii plați planarieni și meduzele nu mor de bătrânețe. Ramificațiile etice ale extinderii vieții sunt dezbătute de bioeticieni.

## Opinia publică
Prelungirea duratei de viață este un subiect controversat din cauza fricii de suprapopulare și a efectelor posibile asupra societății.   Oamenii religioși nu au mai multe șanse de a se opune prelungirii duratei de viață decât neafiliații, deși există unele diferențe între cultele religioase.   Negrii și hispanicii au mai multe șanse de a suporta prelungirea duratei de viață decât oamenii de culoare albă.   Biogerontologistul Aubrey de Grey contrazice critica suprapopulării, subliniind că terapia ar putea amâna sau elimina menopauza, permițând femeilor planificarea sarcinii lor peste mai mulți ani și diminuând astfel rata de creștere a populației în fiecare an.   Mai mult decât atât, filosoful și futuristul Max More susține că, având în vedere ratele curente și prognozate de fertilitate la nivel mondial, ar fi puțin probabil ca superlongevitatea să contribuie la suprapopulare.  
În primăvara 2013 un sondaj Pew Research din Statele Unite, a constatat că 38% dintre americani ar vrea tratamente de prelungire a vieții, iar 56% le-ar respinge.   Cu toate acestea, s-a constatat că 68% credeau că cei mai mulți oameni ar dori așa tratament și că doar 4% consideră o "durată de viață ideală" mai mult de 120 de ani.  

## Duratele de viață medie și maximă
Pe parcursul procesului de imbătrânire, un organism acumulează distrugerea propriilor macromolecule, celule, țesuturi și organe.   În mod specific, îmbătrânirea este caracterizată și se crede a fi cauzată de "instabilitatea genomică, uzura telomerilor, modificările epigenetice, pierderea de proteostasis, dereglarea senzorului de nutrienți, disfuncția mitocondrială, maturitatea celulară, de epuizarea celulelor stem și de modificare comunicării intercelulare."   Daunele oxidării conținutului celular, provocate de radicalii liberi, se crede că contribuie la îmbătrânire, de asemenea.  
Longevitatea maximă dovedită a unui om este de 122 de ani, în cazul Jeannei Calment, care s-a născut în 1875 și a murit în 1997, în timp ce durata de viata maximă a unui șoarece de tip sălbatic, utilizat în mod obișnuit ca un model in cercetare privind îmbătrânirea, este de aproximativ Trei ani.   Diferențele genetice dintre oameni și șoareci care pot conta pentru aceste diferențe de viteză de îmbătrânire includ diferențele în eficiența reparației ADN, apărarea antioxidantă, metabolismul energetic, mentenanța proteostaziei și mecanismele de reciclare de tipul autofagiei.  
Media duratei de viață este micșorată de mortalitatea infantilă și cea a copiilor, care adesea sunt legate de boli infecțioase și de probleme de nutriție.   Mai târziu în decursul vieții, vulnerabilitatea la accidente și boli cronice ale vârstei precum sunt cancerul ori bolile cardovasculare joacă un rol crescând în mortalitate.   Extinderea duratei de viata asteptata poate sa fie adeseori realizată prin acces la imbunatățire îngrijirii medicale, vaccinuri, diete bune, exercitii și evitare de pericole precum fumatul.  
Durata de viață maximă este determinată de viteza de înbătrânire pentru o specie inerentă în genele sale și de factorii de mediu.   Metodele pe larg recunoscute de extindere a duratei de viață în organismele modele precum sunt nematodele, musculițele de oțet și șoarecii, includ: restricția calorică, manipularea genetică și administrarea de produse farmaceutice.   Altă metodă include presiunile evoluționiste cum ar fi reproducerea de la membrii mai bătrâni sau modificarea nivelurilor de mortalitate intrinsecă.  
Teoretic, extinderea duratei de viață la oameni poate fi atinsă prin reducerea ratei de deteriorare de vârstă prin înlocuirea periodică a țesuturilor deteriorate, repararea moleculară sau întinerirea celulelor deteriorate sau a țesuturilor, inversarea schimbărilor epigenetice nocive, sau sporirea activității enzimei telomerase.   Cercetările orientate asupra extinderii perioadei de viață în variate organisme sunt curent efectuate într-un număr de instituții academice și private.  

## Strategii curente de anti-îmbătrânire și probleme actuale

### Diete și suplimente
Multe din cercetarile pentru prelungirea duratei de viață se concentrează pe nutriție - diete sau suplimente - ca un mijloc de a extinde durata de viață, cu toate că puține dintre acestea au fost testate în mod sistematic pentru efectele semnificative asupra longevității.   Cele mai multe diete, promovate de către adepții anti-imbătrânire sunt de multe ori contradictorii.   Un model de regim alimentar cu un oarecare suport de la cercetarea științifică este restricția calorică.  
Studiile preliminare ale restricției calorice asupra oamenilor folosind măsurători surogate au furnizat dovezi că restricția calorică poate avea efect protector puternic împotriva îmbătrânirii secundare la om.   Restricția calorică la oameni poate reduce riscul dezvoltării diabetului zaharat de tip 2 și aterosclerozei.   Sunt necesare mai multe cercetări.  
Teoria radicală-liberă a imbătrânirii sugerează că suplimentele antioxidante, precum vitamina C, vitamina E, Q10, acidul lipoic, carnozina și acetilcisteina N, ar putea prelungi viața umana.   Cu toate acestea, dovezi combinate din mai multe studii clinice sugerează că suplimentele de betacaroteni și dozele mari de vitamina E cresc rata mortalității.   Alte substanțe propuse pentru a extinde durata de viață includ oxitocina, insulina, gonadotropina corionică umană (hCG) și eritropoietina (EPO).   Resveratrolul este un stimulent sirtuin care pare să extindă durata de viața în organisme simple, cum ar fi nematodele și peștele de viață scurtă.  
Unele suplimente, inclusiv mineralele seleniu sau zinc, au fost raportate că cresc durata de viața a șobolanilor și șoarecilor, deși niciunul nu a fost dovedit să facă același lucru la oameni, și s-au observat efecte toxice semnificative.   Metformina poate prelungi de asemenea durata de viața la șoareci.  
Există multe ierburi tradiționale pretins folosite pentru a extinde durata de sănătate, inclusiv ceaiul chinez numit Jiaogulan (Gynostemma pentaphyllum), poreclit „Iarba chineză a nemuririi”.   Ayurveda, sistemul traditional indian de medicină, descrie o clasă de ierburi de longevitate numite „rasayanas”, inclusiv „Bacopa monnieri”, „Ocimum sanctum”, „Curcuma longa”, „Centella asiatica”, „Phyllanthus emblica”, „Withania somnifera” și multe altele.   Împreună cu omoloagele lor chineze (numite ierburi superioare sau tonice), „rasayanas” indiene demonstrează rezultate pozitive preliminare în modelele animale.  

### Tratamente hormonale
Industria de anti-îmbătrânire oferă câteva terapii hormonale.   Unele dintre ele au fost criticate pentru posibilele pericole asupra pacientului și lipsă de dovadă a efectului pozitiv.   De exemplu, Asociația Medicală Americană a criticat unele terapii hormonale de anti-îmbătrânire.  
Deși unele studii clinice recente au arătat că hormonul de creștere (Gh) în doze mici pentru tratamentul pentru adulții cu deficit de GH schimbă compoziția corpului prin creșterea masei musculare, scăderea masei de grăsime, creșterea densității osoase și a forței musculare, îmbunătățește parametrii cardiovasculari (de exemplu, scade colesterolul LDL), și afectează calitatea vieții fără efecte secundare semnificative, dovada de utilizare a hormonului de creștere ca o terapie anti-îmbătrânire este mixtă și se bazează pe studii pe animale.   Un studiu timpuriu a sugerat că suplimentarea șoarecilor cu hormon de creștere a crescut speranța medie de viață.   Experimente adiționale asupra animalelor au sugerat că creșterea hormonală poate în general acționa pentru a scurta durata maximă de viață; șoarecii pierd receptorul pentru creștere hormonală trăind în special lung.   În plus, modelele pe șoareci care au pierdut factorul de creștere pe baza insulinei de asemenea au trăit în special de mult și au avut nivel jos de hormon de creștere.  

#### Restricție a factorului de creștere de tipul insulinei IGF-1
Oamenii care suferă de o rară stare cunoscută sub nume Sindormul Laron au o mutație genetică care face teceptorul pentru hormonul de creștere.   Se teoretizează ca azeastă mutație poate deține cheia pentru extindererea vieții.  
Longo a spus că anumit nivel de IGF-1 a fost necesar pentru a proteja împotriva bolii de inimă, dar că micșorarea nivelului poate fi benefică.   Un medicament care face acest lucru este deja pe piață pentru tratamentul acromegaly, o îngroșare a oaselor cauzată de excesul de hormon de creștere.   „Ipoteza noastră care stă la bază este că acest medicament va prelungi durata de viață”, a spus Longo. El a spus că el nu-și administreză medicamentul, numit pegvisomant sau Somavert, care este foarte dificil de obținut.  

### Contorversă științifică cu privire la suplimentarea nutrițională anti-îmbătrânire și medicină
Unii critici dispută portretizarea vârstei ca boală.   Spre exemplu, Leonard Hayflick, care a determinat că fibroplastele sunt limitate la circa 50 de secționări de celulă, argumentează că îmbătrânirea este o consecință inevitabilă a entropiei.   Hayflick și colegul biogerontologist Jay Olshansky și Bruce Carnes au criticat dur industira anti-îmbătrânire ca răspuns la ceea ce ei văd ca o speculă lipsită de scrupule de la vânzarea suplimentelor nedovedit a fi de anti-îmbătrânire.  

### Etica și politica suplimentării nutriției de anti-îmbătrânire și a medicinei
Politicile relevante pentru substanțele de extindere a duratei de viață aparțin mai mult comunicării și disponibilității.

## Legături externe
- en Aubrey de Grey: We will be able to live to 1,000